# Дос (Северо-Казахстанская область)
Дос (каз. Дос) — упразднённое село в Тимирязевском районе Северо-Казахстанской области Казахстана. На момент упразднения входило в состав Докучаевского сельсовет. Ликвидировано в 1988 году.

## География
Располагалось на север района у одноименного озера, в 10 км (по прямой) к северо-западу от центра сельского поселения села Докучаево.

## История
Указом ПВС Казахской ССР от 16.08.1971 года посёлку отделения № 2 совхоза «Докучаевский» присвоено наименование село Дос.
Решением Северо-Казахстанского облисполкома от 28.01.1988 года село исключено из учётных данных, как фактически не существующее.